# Front Walki o Naszą i Waszą Wolność
Front Walki o Naszą i Waszą Wolność – polska, lewicowa organizacja podziemna powstała wiosną 1941 na terenie Łodzi i okolic z połączenia miejscowych grup sabotażowych min. Ogólnołódzkiego Komitetu Sabotażowego. Główni działacze: Tadeusz Głąbski, Stanisław Gołębiowski, Mieczysław Moczar, Ludwik Koczarski, Leon Koczaski, Stanisław Działek, Ignacy Loga-Sowiński, Jan Szwajda, Maria Wedmanowa, Marian Kuliński. Organizacja utworzyła komitety sabotażowe w wielu fabrykach pracujących dla Niemców. W lutym 1942 utworzyła swoje komórki w Pabianicach, Włocławku i Płocku. Utworzono wówczas łódzkie kierownictwo obwodowe Frontu, na czele którego stanął Loga-Sowiński. Na czele organizacji w Łodzi stanął Czesław Szymański "Ceniek", który w czerwcu 1942 nawiązał kontakt z przedstawicielami PPR i przywiózł z Warszawy deklarację programową PPR i wskazówki organizacyjne. Potem kierownictwo Frontu odbyło naradę, na której zdecydowano o włączeniu całej organizacji w skład PPR.
Pismo: o tej samej nazwie